# Mousehole
Mousehole (IPA /ˈmaʊzəl/, korn. Porthynys) – wieś i port rybacki w Anglii, w Kornwalii. Według powszechnej opinii jeden z najpiękniejszych ośrodków nadmorskich Wielkiej Brytanii. Położony na płw. Penwith, graniczy z Penzance. Przy brzegu wyspa św. Klemensa.

## Historia
Do szesnastego wieku jeden z głównych portów zatoki Mount’s Bay, duże centrum handlowe z regularnie odbywającymi się targami. Podobnie jak okoliczne miejscowości, Penzance i Newlyn zniszczone w r. 1595 podczas najazdu na zatokę przez Hiszpana Carlosa de Amésquitę. Po napadzie pozostał tylko jeden budynek – miejscowy pub. Wieś podupadła, dopiero w XX w. zdobyła dużą popularność jako miejscowość wypoczynkowa.